# Kasberger Linde

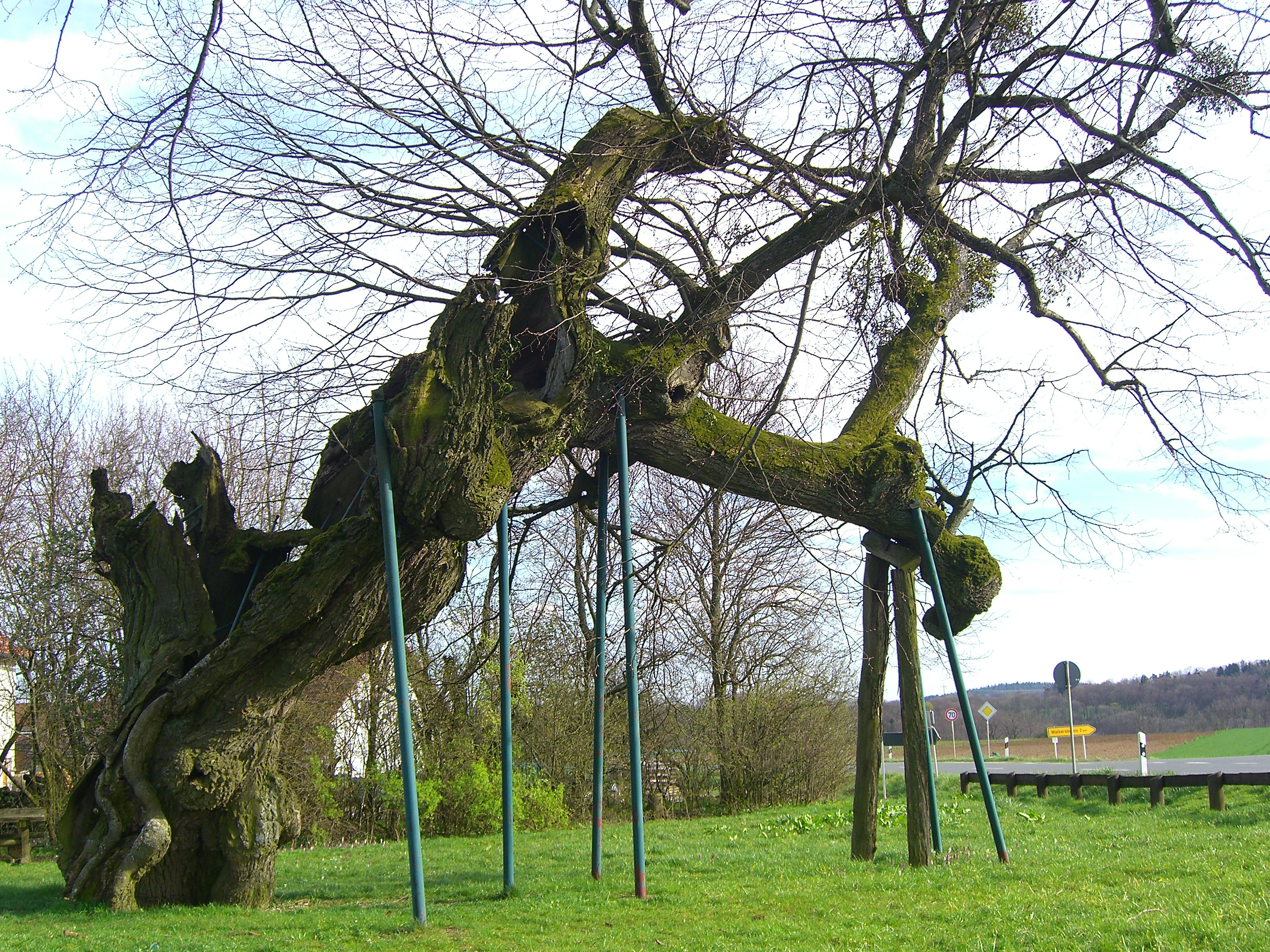
Mehrfach abgestütztes Stammfragment der Kasberger Linde

Das Naturdenkmal Kasberger Linde (auch als Kunigundenlinde oder Franzosenlinde bekannt) ist eine Sommer-Linde (Tilia platyphyllos) am Rand des Gräfenberger Gemeindeteils Kasberg im Landkreis Forchheim. In der Nähe des Baumes wurden im Mittelalter vermutlich Gerichtstage abgehalten.  Nach unterschiedlichen Schätzungen ist die Linde 600 bis 1000 Jahre alt und seit mindestens 1976 als Naturdenkmal bei der Unteren Naturschutzbehörde des Landkreises Forchheim gelistet. Direkt neben der alten Kasberger Linde steht eine weitere, etwa 150-jährige Linde.

## Beschreibung

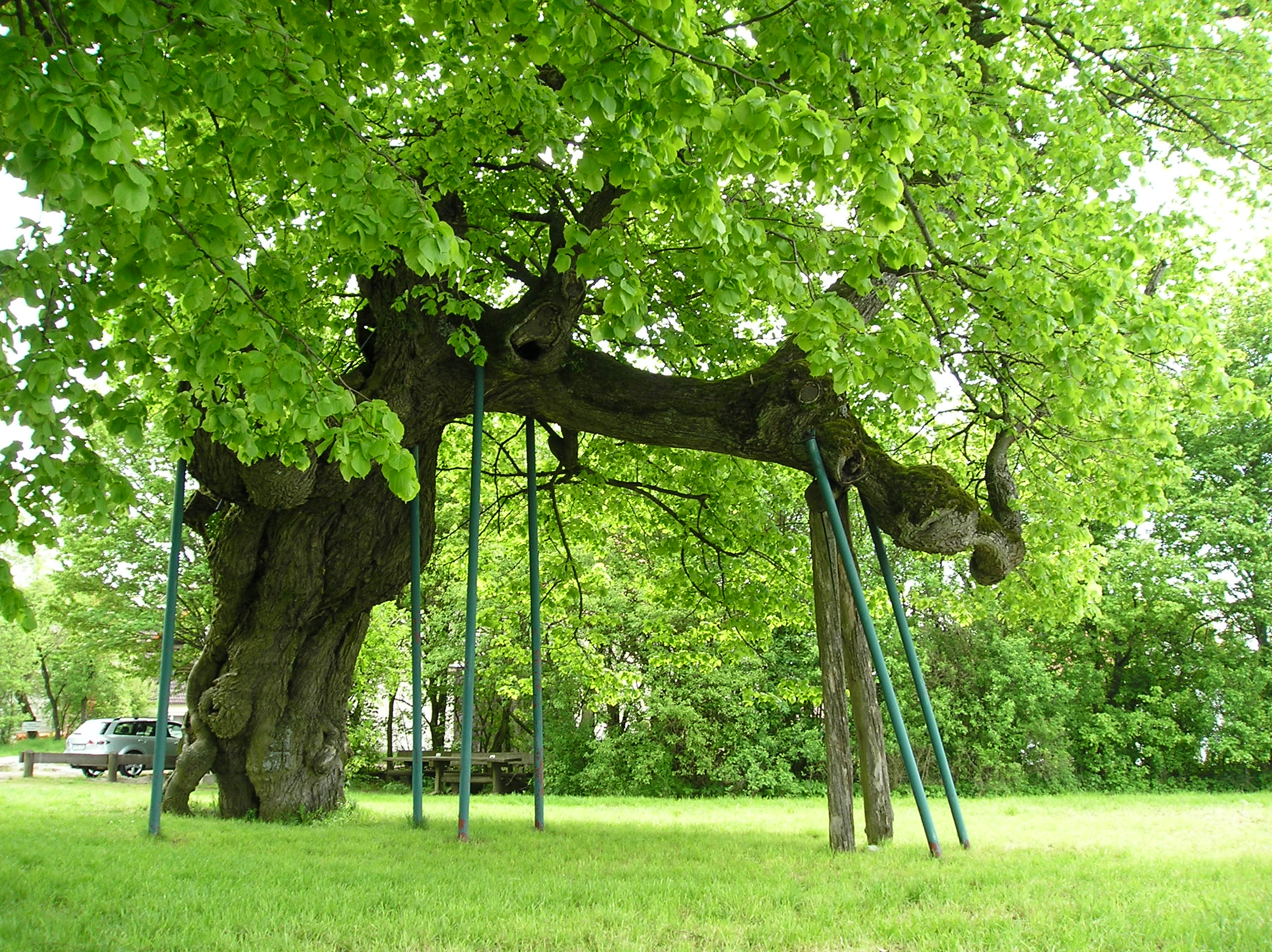
Abgestützter Ast der Kasberger Linde im Jahr 2005

### Stamm
Der Stamm der Linde ist weitgehend ausgehöhlt, bis auf einen stark geneigten Rest zerstört und wird mit Eisenklammern und Gewindestäben zusammengehalten. Der Reststamm und ein annähernd waagerecht ausladender Hauptast werden von mehreren Eisen- und Holzstangen gestützt. Im Stamm siedelte sich ein Holunderstrauch an, der durch eine Öffnung nach außen wächst. Die Borke ist an vielen Stellen mit Moosen und Flechten bedeckt, die noch vorhandenen Teile der Krone sind von Misteln bewachsen.
Vollständig erhalten hätte der Stamm einen Umfang von etwa 16 Metern. 1987 betrug der Umfang des Stammes noch 11,2 Meter, davon sind gegenwärtig (2009) noch knapp acht Meter übrig. Messungen an der Stelle des geringsten Durchmessers ergaben 4,6 Meter Umfang. Die Gesamthöhe des Baumes betrug im Jahre 1990 11 Meter bei einem Kronendurchmesser von 16 Metern.

### Alter

Karte des westlichen Ortsendes von Kasberg

Da das älteste Holz aus dem Zentrum des Stammes fehlt, ist weder eine Jahresringzählung noch eine Radiokohlenstoffdatierung möglich. Das tatsächliche Alter der Linde kann deshalb nur grob geschätzt werden.  Ein Vertreter des Deutschen Baumarchivs schätzte im Jahr 2008 ihr Alter auf 600 bis 800 Jahre; mehrfach wurde auch ein Alter von über 1000 Jahren vermutet. Damit wäre die Linde eine der zehn ältesten Linden in Deutschland.

### Standort
Kasberg liegt drei Kilometer nordwestlich von Gräfenberg und etwa 25 Kilometer nordöstlich von Nürnberg. Die Linde steht am westlichen Ortsrand auf etwa 510 Meter Höhe über Normalnull neben der Kreuzung zweier alter Verkehrswege, der Straße zwischen Leutenbach und Gräfenberg (heute FO 14) und der zwischen Walkersbrunn und Kasberg (FO 42/FO 14). Landschaftlich handelt es sich um eine Plateaulage am Südwestrand der Fränkischen Schweiz innerhalb der Fränkischen Alb. Der Boden um die Linde besteht aus kalkhaltigem, lehmigem Verwitterungsmaterial des Weißen Jura.

## Geschichte

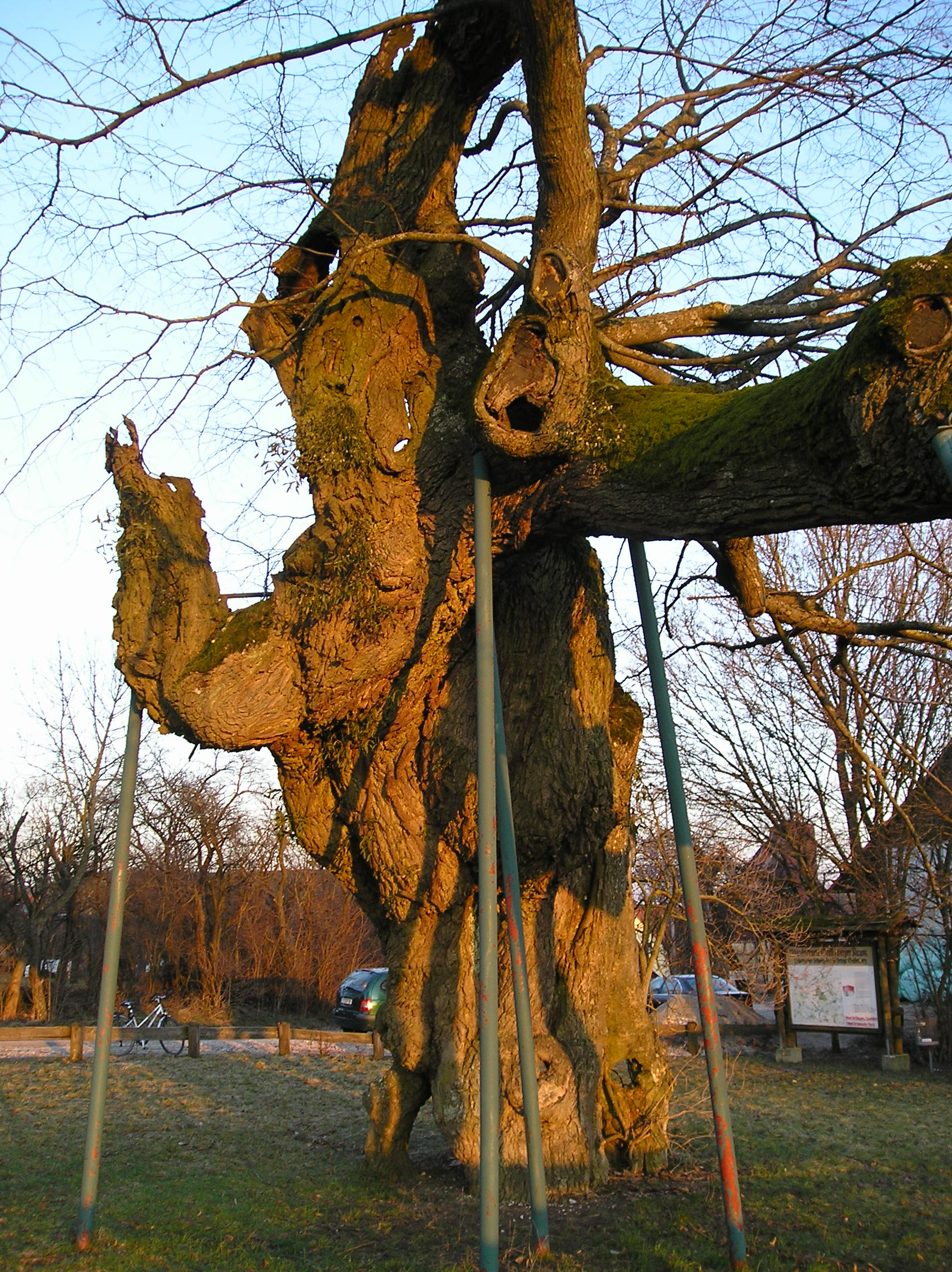
Zustand der Kasberger Linde im Dezember 2008

Einer Sage zufolge soll die heilige Kaiserin Kunigunde, die Gemahlin von Kaiser Heinrich II., vor etwa 1000 Jahren die Linde eigenhändig gepflanzt oder sie besucht haben. Nach Kunigunde, die in Franken seit ihrer Heiligsprechung durch Papst Innozenz III. im Jahr 1200 eine hohe Popularität besaß, wurden im fränkischen Raum weitere Linden, wie in Gräfenberg und in dem südlich von Würzburg gelegenen Burgerroth, benannt. Über die Sage der Pflanzung der „Kunigundenlinde“ steht in der Chronik von Gräfenberg von 1850:

„Sie soll nehmlich von Kunigunda, der Gemahlin Kaiser Heinrichs II, gesetzt worden, und diese Pflanzung müßte etwa im Jahr 1008 geschehen sein, als Heinrich zu Bamberg war, und das dortige Bistum gründete, und als sich Städte zu erheben und der freie Bürgerstand sich zu bilden anfieng, durch welchen der Leibeigenschaft der erste kräftige Stoß beigebracht worden ist, und von welchem sich allmählich die Freiheit über das Landvolk verbreitete.“

In Kasberg wurden bis zum Ausgang des Mittelalters Rechtstage für den Bezirk des ehemaligen Landbezirks Auerbach in der Oberpfalz abgehalten. So soll der Auerbacher Landrichter im 13. Jahrhundert „zu Kasberg bei der noch stehenden Linde unter dem freien Himmel Schrannengericht mit ganzem Gerichtsstab“ abgehalten haben. Nach der Kasberger Ortschronik von 1920 hat auch der Sulzbacher Landrichter Volkelt von Taun um 1360 die Umgebung der Linde für Gerichtstage genutzt. Es ist allerdings fraglich, ob es sich bei einem der damals genannten Bäume tatsächlich um die heutige Kasberger Linde handelte.
Um die Linde ranken sich aus den Revolutionskriegen und den Napoleonischen Kriegen verschiedene Geschichten und Sagen: So hätten 1795 im Ersten Koalitionskrieg ungarische Soldaten unter der Linde gelagert, wobei sich ein Husar mit seinem Pferd in der Linde versteckt habe, so dass er nicht zu erkennen war und so den Feinden entkommen konnte. Als französische Truppen 1796 durch Kasberg zogen, sollen Soldaten des Generals Jean-Baptiste Jourdan mit einer Kanone auf die Linde geschossen haben, weshalb diese im Volksmund auch Franzosenlinde genannt wird.

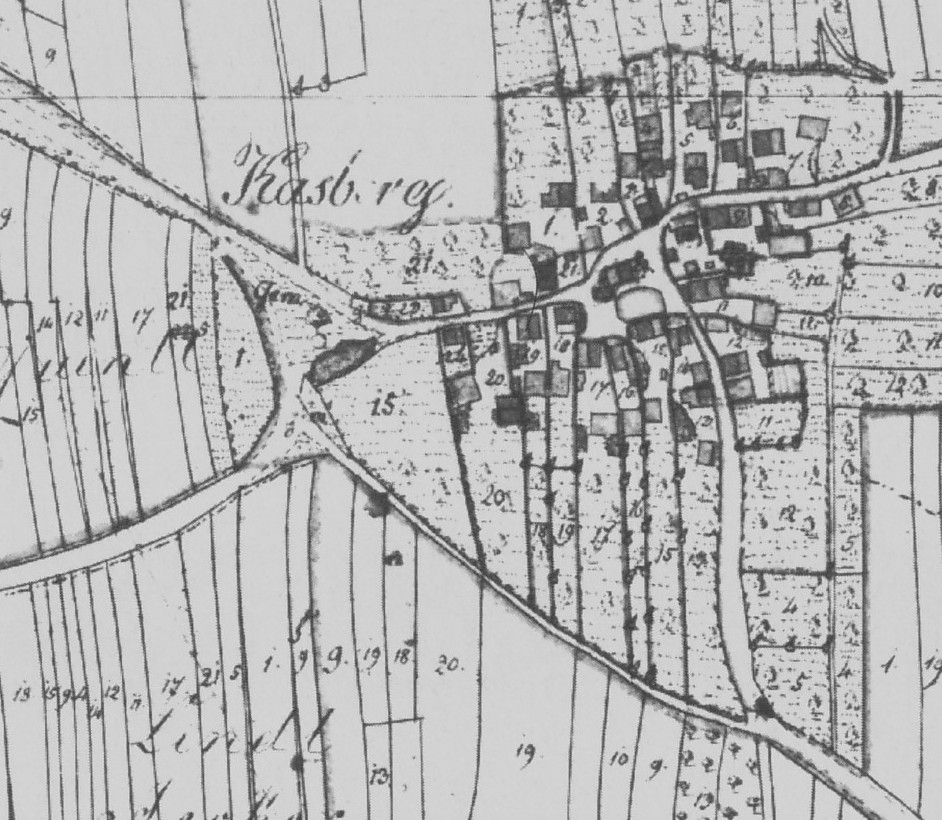
Ausschnitt mit Kreuzung und Dorf aus der Flurkarte von Kasberg von 1822

In unmittelbarer Nähe Kasbergs fanden 1798 Kämpfe kaiserlicher Regimenter mit Truppen des französischen Generals Augereau statt. Bei einem Marsch französischer Soldaten durch Kasberg im Jahr 1806 wurde die Linde in Brand gesteckt, wobei der Stamm durch das unter dem Baum entfachte Feuer schwer beschädigt, aber nicht völlig zerstört wurde.
Auf dem Uraufnahmeblatt NW 73-11 aus dem Jahr 1822 der ersten flächendeckenden Vermessung Bayerns von 1808 bis 1853 ist am Ortsrand an einer Straßenkreuzung die Kasberger Linde als einzelner Laubbaum auf einem mit „Gem.[einde]“ bezeichneten Grundstück zu erkennen. In dem im Jahre 1876 umgravierten Steuerblatt N. W. LXXIII ist der Baum als trigonometrischer Punkt hervorgehoben. Im Unterschied zu heute waren die Straßen seinerzeit unbefestigt.

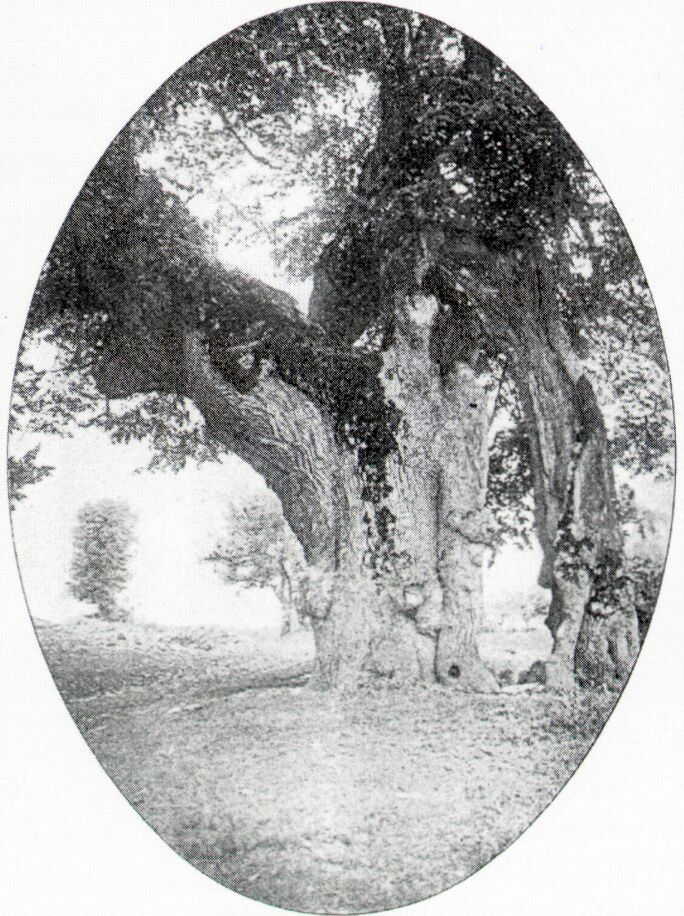
Die alte Kasberger Linde um das Jahr 1900

H. Räbel zeigte 1905 im Baumbuch des Baumfotografen Friedrich Stützer eine Abbildung der Linde mit einem hohlen, geteilten Stamm, deren unterer Kronenbereich noch vollständig vorhanden war. In diesem Zusammenhang erwähnte Räbel, dass „vor etwa 50 Jahren neben unserer Linde noch zwei große Linden gestanden“ haben (also um 1850). Im Widerspruch dazu steht ein älteres Dokument aus dem Jahr 1764: Im Allgemeinen Oekonomischen Forst-Magazin wurden nur zwei mächtige Linden erwähnt, die „obere“ und die „untere Linde“. Die obere Linde wurde als völlig hohl beschrieben und sei schon zweimal ausgebrannt gewesen. Der Umfang dieser Linde wurde mit 45 Schuh (13,7 Meter) und die Höhe mit 60 Schuh (18 Meter) angegeben. Diese Angaben würden sich hochgerechnet mit den Maßen der heutigen Linde decken. Dem Deutschen Baumarchiv zufolge ist jedoch die untere Linde, die einige Schritte entfernt stand, die heutige Kasberger Linde. Sie soll 1764 äußerlich noch völlig gesund ausgesehen haben, einen Umfang von 28 Schuh (rund 8,4 Metern) und die Höhe mit 70 Schuh (21 Metern) gehabt haben. Aus der Zusammenschau dieser Angaben aus verschiedenen Zeiten ergibt sich, dass im Laufe der Jahrhunderte verschiedene Linden als Alte Linde bezeichnet wurden.

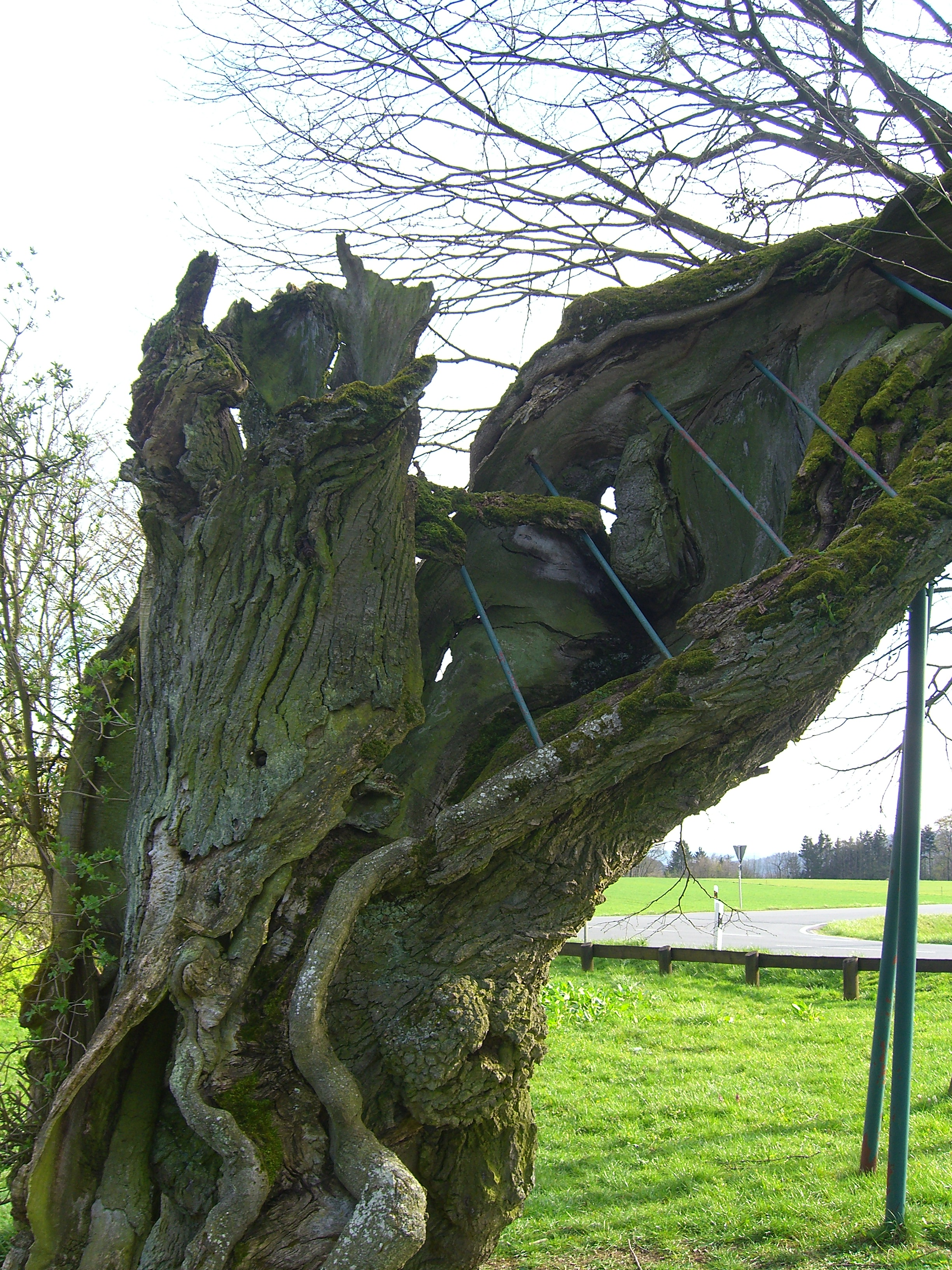
Hohler Stamm der alten Linde

In der Chronik von Gräfenberg von 1850 heißt es, „Sie mag tausend Jahr alt sein, und durch ihre innere, auf drei Seiten geöffnete Höhlung kann man bequem auf einem Pferde durchreiten.“ Der Stamm war in vier Teile zerrissen und hatte einen Umfang von 16 Metern. Der Hohlraum war drei Meter hoch und der mittlere Durchmesser der Linde betrug 4,5 Meter. Die Krone hatte einen Durchmesser von 20 bei einer Höhe des Baumes von 12 Metern. Der Überlieferung nach tanzten früher die Kasberger an Festtagen in der Linde, wobei sich sechs Tanzpaare im Hohlraum der Linde drehen konnten. Früher soll sich auch eine hölzerne Tanzplattform in der Krone befunden haben.
Die Linde wurde vom Beginn des 20. Jahrhunderts an aufgrund mehrerer Berichte überregional bekannt. Im Jahre 1902 erschien in der Augsburger Abendzeitung ein Bericht über die Linde. Im selben Jahr berichtete das Bamberger Tagblatt über den Baum. Wenig später erschien ein Bericht über die Linde im Reiseführer Die Fränkische Schweiz. 

## Sanierungsversuche
Im Sommer 1913 wurde versucht, den Zerfall der Linde hinauszuzögern, wobei der Bezirk Oberfranken und die Gemeinde Kasberg die Kosten trugen. Dabei wurden die Äste gestützt, der Hohlraum des Stammes wurde behandelt und der Baum eingezäunt. Der Zustand der Linde verschlechterte sich jedoch weiter. Nach einem Spendenaufruf 1970 erhielt der Baumpfleger Michael Maurer aus Röthenbach an der Pegnitz 1976 den Auftrag, den Baum zu sanieren. Die Kosten beliefen sich auf 28.000 Deutsche Mark.

## Weitere Linden

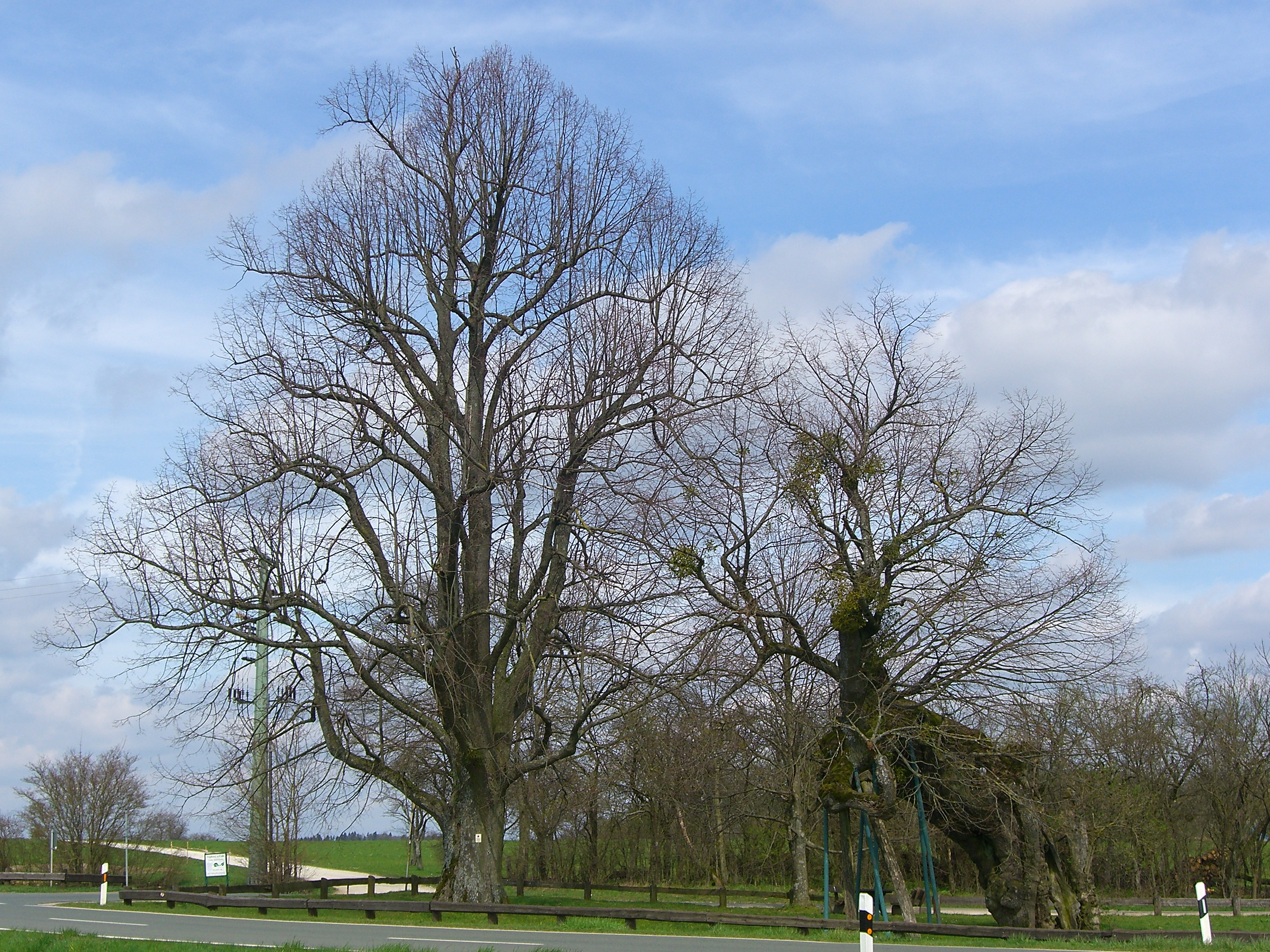
Die neue (links) und alte (rechts) Kasberger Linde im Mai 2007

In unmittelbarer Nähe steht eine weitere Linde mit einem geschätzten Alter von etwa 100 bis 150 Jahren. Nach dem Absterben der alten Kasberger Linde soll sie diese als prägnanten Baum ersetzen.
Auch an anderen Stellen in und um Kasberg gibt es mehr oder weniger alte Linden, so befindet sich beispielsweise im Ortskern von Kasberg ein vermutlich mehrere Jahrhunderte alter Lindenbaum. Wenn in der Literatur von einer oberen und einer unteren Linde gesprochen wird, sind Verwechslungen deshalb nicht völlig auszuschließen. Die meisten anderen Bäume stehen allerdings deutlich tiefer als der traditionell als Kasberger Linde bezeichnete Baum.